# Боб Нюхарт
Боб Нюхарт (на английски: Bob Newhart; 5 септември 1929 г. – 18 юли 2024 г.) е американски комик и актьор. Става известен през 60-те години, след като издава албуми с комедийни монолози. По-късно играе главните роли в успешните ситкоми „Шоуто на Боб Нюхарт“ (1972 – 1978) и „Нюхарт“ (1982 – 1990). Също така участва в краткотрайните сериали „Боб“ (1992 – 1993) и „Джордж и Лео“ (1997 – 1998). Играе ролите на Майор Майор в „Параграф 22“ (1970), Мъруин Рен в „Не на цигарите“ (1971) с Дик Ван Дайк, и Татко Елф в „Елф“ (2003). Озвучава Бърнард в „Спасителите“ и „Спасителите в Австралия“. На 15 септември 2013 г. получава първата си награда Еми за гостуващата си роля на Артър Джефрис/Професор Протон в „Теория за Големия взрив“.

## Личен живот
Актьорът и комик Бъди Хакет запознава Нюхарт и бъдещата му съпруга Вирджиния Джини Куин, която е дъщеря на актьора Бил Куин. Двамата се женят на 12 януари 1963 г. Имат четири деца и девет внуци. Те са римокатолици и са отгледали децата си като такива.